# Manuel Sancho Climent
Manuel Sancho Climent (Onda, 1852 - Valencia, 1920) fue un empresario y político español. Era un gran propietario de naranjos en Onda y Burriana que destinaba a la exportación. Fue presidente honorario del Centro Obrero de Burriana y alcalde de Onda por el Partido Liberal, con el que también fue elegido diputado por el distrito electoral de Nules (provincia de Castellón) en las elecciones generales de 1910.